# Антонов Віктор Федорович
Віктор Федорович Антонов (1977—2022) — старший лейтенант Збройних Сил України, учасник російсько-української війни, що загинув у ході російського вторгнення в Україну в 2022 році.

## Життєпис
Народився в 1977 році в с. Ялтушків Барського району (нині Барська міська громада) Вінницької області.
Закінчив Політехнічний інститут.
З початку Революції гідності на майдані Незалежності відстоював нашу свободу в 2013 році. З початком війни на сході України, з 2014 року брав участь у бойових діях.
Загинув 17 квітня 2022 року. За словами його побратима, який був у момент смерті поруч: «Віктор та його група розвідки мала допомогти вийти нам із зони вогню, попереду нього мав бути інший хлопець з його групи, але він сказав йому стати позаду, в результаті вони потрапили в засідку і він отримав поранення несумісні з життям. Вся група врятувалась завдяки йому, а він героїчно віддав життя за свою країну і побратимів».

## Родина
Залишилася мама вчителька-пенсіонерка, дружина та син.

## Нагороди
- Орден За мужність III ступеня (2022, посмертно) — за особисту мужність і самовіддані дії, виявлені у захисті державного суверенітету та територіальної цілісності України, вірність військовій присязі[6].